# 自己集合
自己集合（じこしゅうごう、英語: self-assembly）とは、自律的に集合する現象のことである。
非平衡での研究に大きな業績をあげ、新しい熱力学を開拓して1977年のノーベル化学賞を受賞した化学者・物理学者であるイリヤ・プリゴジン(I.Prigogine)は、特に「動的」な秩序化が起こる非平衡開放系を「散逸系」とよび、散逸系での秩序形成を「自己組織化(self-organize,self-organization)」と定義した一方で、平衡系で起きる「静的」な秩序化のことを「自己集合(self-assemble,self-assembling)」と定義して、自己組織化と区別した。

## 自己集合の例
化学や製造業の分野で、自己集合は盛んに研究が行われている。比較的小さな分子が自然に集まって高次構造を構築するものとしては、超分子や自己集合単分子膜（Self-Assembled Monolayer, SAM)、ミセル結晶、ブロックコポリマーなどがあり、メソポーラス材料の作製などに利用されている。最近では、トップダウン型の微細加工技術と対になるものとして、ボトムアップ型の微粒子アセンブリー技術やパターニング技術を用いた集積回路の作成なども研究されている。これが可能となれば、現在行われているフォトリソグラフィを用いた手法に代わって、ナノデバイスの大量生産を可能とする技術になるものと期待されている。また、この延長上にはナノマシンの作製なども考えられている
。